# Return to Castle Wolfenstein
Return to Castle Wolfenstein er et first person shooter videospil lavet af Activision, og udgivet d. 20. november 2001.
Single player-delen blev udviklet af Gray Matter Interactive, mens Nerve Software stod for multiplayer-delen. id Software, firmaet bag det oprindelige Wolfenstein 3D overså udviklingen af spillet.
Multiplayer-delen, udviklet af Nerve Software og Splash Damage, blev hurtigt den mest populære del af spillet, og er "forfader" til mange af de funktioner der ses i FPS-spil i dag.[kilde mangler]
Return to Castle Wolfenstein er baseret på Quake-motoren.

## Historien
Spillet foregår under Anden Verdenskrig. Man styrer den amerikanske soldat William "B.J." Blazkowicz, som bliver taget til fange af Rommels soldater under en mission i Afrika. B.J. bliver ledt til slottet Wolfenstein, hvorfra han må kæmpe sig ud af de tyske soldater og fjendtlige zombiers klør.

## Udgivelsen af kildekoden
Kildekoden til Return to Castle Wolfenstein og Enemy Territory blev udgivet under GNU General Public License (GPL) den 12. august 2010.